# Chott Melrhir
Chott Melrhir är en saltöken i Algeriet.   Den ligger i provinsen Biskra, i den norra delen av landet, 400 km sydost om huvudstaden Alger. Arean är 6,7 kvadratkilometer.